# 印度尼西亚国籍协商会
印度尼西亚国籍协商会是一个由印度尼西亚华人于1954年在印度尼西亚成立的组织。1955年印度尼西亚立法机构选举中，获得0.5%的选票，并获得人民代表会议1个席位。该组织下属的教育和文化基金会建立了数百所学校和共和大学。该组织与印度尼西亚共产党有联系。1965年印度尼西亚政变未遂后，共和大学被焚毁，取而代之的是一所新学校——特里萨克蒂大学，该组织也被取缔。